# Clare Hollingworth
Clare Hollingworth (Knighton, 10 ottobre 1911 – Hong Kong, 10 gennaio 2017) è stata una giornalista e scrittrice inglese.
Fu la prima corrispondente di guerra a segnalare la concentrazione di forze militari tedesche ai confini con la Polonia e lo scoppio della seconda guerra mondiale, fornendo al The Daily Telegraph quello che venne descritto come "lo scoop del secolo".

## Biografia

### Infanzia e gioventù
Clare Hollingworth nacque nel 1911 a Knighton, sobborgo meridionale di Leicester, figlia di Daisy e Albert Hollingworth. Durante la prima guerra mondiale il padre assunse la gestione della fabbrica di calzature del nonno paterno e la famiglia si trasferì in una fattoria vicino a Shepshed. La piccola Clare mostrò un precoce interesse per la scrittura, nonostante l'opposizione della madre, e anche per la guerra, stimolato dalle visite assieme al padre a storici campi di battaglia in Gran Bretagna e Francia. Dopo aver lasciato la scuola frequentò di malavoglia un collegio di economia domestica a Leicester.

### Prima della seconda guerra mondiale
Clare Hollingworth si fidanzò con il figlio di una famiglia locale ma, invece di sposarlo, andò a lavorare come segretaria personale dell'organizzatore della League of Nations Union (LNU). In seguito vinse una borsa di studio alla UCL School of Slavonic and East European Studies e più tardi, per studiare la lingua croata, si trasferì presso l'Università di Zagabria.
Incominciò a scrivere articoli come giornalista freelance per il New Statesman e, nel giugno 1939, fu selezionata per un seggio nella circoscrizione elettorale di Melton nel partito Laburista; le elezioni avrebbero dovuto aver luogo entro la fine del 1940 ma l'inizio della seconda guerra mondiale ne impedì lo svolgimento.
Dopo l'occupazione tedesca della Cecoslovacchia tra il settembre 1938 e il marzo 1939 si recò a Varsavia, lavorando per i rifugiati cechi: sino al mese di luglio contribuì così a salvare migliaia di persone in fuga dalla Germania nazista e dai primi territori occupati dalla Wehrmacht, richiedendo per loro visti britannici. Grazie all'esperienza maturata riuscì a farsi assumere da Arthur Wilson, direttore di The Daily Telegraph, nell'agosto seguente.

### Durante la seconda guerra mondiale
Clare Hollingworth lavorava al Daily Telegraph da meno di una settimana quando fu inviata nuovamente in Polonia, allora epicentro delle gravi tensioni politico-diplomatiche in Europa: appena giunta sul posto riuscì a persuadere il console generale britannico a Katowice, John Anthony Thwaites, a prestarle l'auto dell'ambasciata per recarsi in Germania e indagare sulle voci che circolavano su un attacco tedesco imminente. Il 28 agosto, proprio mentre percorreva una strada adiacente alla frontiera, poté notare un massiccio concentramento di truppe tedesche, affiancate anche da carri armati e autoblindo: Hollingworth inviò subito una bozza di articolo al Daily Telegraph, che pubblicò la notizia in prima pagina il giorno successivo.
Il 1º settembre, poco dopo l'inizio dell'invasione tedesca della Polonia, telefonò all'ambasciata britannica di Varsavia e, per convincere i recalcitranti funzionari dell'ambasciata, sporse il ricevitore del telefono fuori dalla finestra: negli anni trenta la testimonianza di una donna era ancora ritenuta poco attendibile. Rimase in Polonia sino alla fine delle operazioni militari e nel 1940, passata a lavorare per il Daily Express, si trasferì in Romania a Bucarest. Quell'estate fu testimone dell'abdicazione forzata del re Carlo II e dei conseguenti disordini. Siccome i suoi rapporti effettuati mediante il telefono ignoravano le regole della censura, pare che dovette sfuggire più di una volta a tentati arresti. Nel 1941 si recò in Egitto al Cairo e successivamente continuò la sua attività in Turchia e in Grecia, incontrando spesso ostacoli a causa del suo essere donna. Dopo l'occupazione di Tripoli, nel gennaio 1943, ebbe disposizione di tornare al Cairo e, volendo restare sempre in prima linea, continuò a seguire le forze anglo-statunitensi del generale Dwight Eisenhower ad Algeri, scrivendo per il Chicago Daily News. Una fonte riporta che si lanciò persino con il paracadute assieme alle truppe, forse in occasione dello sbarco in Sicilia.
La sua attività di corrispondente di guerra la portò nei due anni seguenti in Palestina, Iraq e Iran, paese quest'ultimo nel quale fu la prima giornalista a intervistare lo Scià di Persia, all'epoca Mohammad Reza Pahlavi.

### Dopo la seconda guerra mondiale
Nel corso dei decenni del dopoguerra Hollingworth completò servizi sui conflitti in Palestina, Algeria, Cina, Aden e Vietnam. La BBC dichiarò che ella, per quanto non fosse la prima donna corrispondente di guerra, era dotata di "una profondità di conoscenza tecnica, tattica e strategica che la distingueva". Il The New York Times la descrisse come "la decana indiscussa dei corrispondenti di guerra". Accumulò una notevole esperienza riguardo alla tecnologia militare e, dopo aver preso parte a un corso di formazione per pilota nel 1940, divenne particolarmente esperta di aerei.
Subito dopo la fine del secondo conflitto mondiale incominciò a lavorare per i giornali Economist e Observer. Nel 1946 si ritrovò per caso, assieme al marito Geoffrey Hoare, sulla scena dell'attentato dinamitardo al King David Hotel di Gerusalemme, che uccise 91 persone. Sembra che più tardi si rifiutò di stringere la mano del leader dell'Irgun Zvai Leumi e futuro Primo ministro israeliano Menachem Begin. Nel 1950 si trasferì da Il Cairo a Parigi come dipendente del The Guardian. Incominciò presto a visitare l'Algeria e strinse forti contatti con il Fronte di Liberazione Nazionale locale: al principio degli anni sessanta scrisse numerosi articoli a proposito della sanguinosa guerra d'Algeria.
All'inizio del 1963 si trovava a Beirut dove cominciò a indagare su Kim Philby, un corrispondente dell'Observer che scoprì essere fuggito a Odessa su una nave sovietica: l'editore del Guardian, Alastair Hetherington, tenne nascosto lo scandalo per tre mesi e ne pubblicò i dettagli solo il 27 aprile 1963 e la defezione di Philby fu confermata dal governo. Clare Hollingworth fu nominata "corrispondente per la difesa" dal Guardian nel 1963, come la prima donna in quel ruolo.
Nel 1967 lasciò il Guardian e riprese la collaborazione con il Daily Telegraph, decisione riconducibile all'ambizione di lavorare in zone di guerra. Fu infatti inviata nel Sud-est asiatico per allestire un servizio sulla guerra del Vietnam: ella fu tra i primi giornalisti a predire che il conflitto si sarebbe impantanato in un confronto di logoramento. Il materiale che inviava a Londra spiccò per lo spazio concesso, nelle sue interviste, anche ai civili vietnamiti.
Nel 1973 fu trasferita alla sezione del Telegraph che si occupava della Cina, un posto che era stato soppresso dopo l'istituzione della Repubblica Popolare Cinese nell'ottobre 1949. Ebbe così modo di incontrare Zhou Enlai e anche Jiang Qing, moglie di Mao Zedong. Sempre negli anni settanta ebbe una seconda intervista con il vecchio scià dell'Iran Mohammad Reza Pahlavi e divenne così anche l'ultimo giornalista a poter parlare con lui (morì nel 1980): a questo riguardo il giornalista John Simpson commentò che "[lei] era l'unica persona con cui voleva parlare". Nel 1981 si ritirò dall'attività e si trasferì a Hong Kong, trovando il tempo di tornare anche in Gran Bretagna, Francia e Cina. Nel 1989 osservò gli eventi di piazza Tiananmen dal balcone di un hotel.
Nel 1990 Clare Hollingworth sperò di poter seguire da vicino la guerra del Golfo e, per prepararsi al meglio, dormì per cinque giorni sul pavimento di casa propria. In ultimo, comunque, non partì.

## Vita privata
Clare Hollingworth si sposò due volte: nel 1936 divenne moglie di Vandeleur Robinson, organizzatore regionale nel Sud Est della League of Nations Union (LNU). Il legame si affievolì durante il conflitto e i due divorziarono formalmente nel 1951. Quello stesso anno Hollingworth si unì a Geoffrey Hoare, corrispondente del Times in Medio Oriente, morto nel 1965.
Dopo essersi stabilita a Hong Kong divenne assidua visitatrice del Foreign Correspondents' Club, un ritrovo per giornalisti stranieri del quale fu poi eletta ambasciatore onorario. Nel 1990 pubblicò le sue memorie con il titolo Front Line. Nel 2006 denunciò il suo direttore finanziario e membro del Club, Thomas Edward Juson (anche conosciuto come Ted Thomas), per aver prelevato dal suo conto in banca quasi 300 000 dollari. Juson si difese affermando che il prelievo faceva parte di manovre d'investimento, ma accettò comunque di rimborsarle il denaro nel 2007: ancora nel 2016, però, il versamento non era avvenuto.

## Opere scritte
- (EN)  The Three Weeks' War in Poland, Duckworth, 1940
- (EN)  There's a German Just Behind Me, Right Book Club, 1945
- (EN)  The Arabs and the West, Methuen, 1952
- (EN)  Mao and the Men Against Him, Jonathan Cape, 1984 (ISBN 978-0-2240-1760-2)
- (EN)  Front Line (memoirs), Jonathan Cape, 1990 (ISBN 978-0-2240-2827-1)